# バリガダ
バリガダ（英語: Barrigada, チャモロ語: Barigåda）は、グアム島中部の村。ほとんどが住宅地からなり、中心集落は、グアム国際空港（正式名称「アントニオ・B・ウォン・パット国際空港」）の南側、8号線、10号線、16号線の交差点付近に位置している。空港の東側に位置するバリガダ・ハイツ(Barrigada Heights)と呼ばれる一帯には、空港やタモン湾に面したホテル群などグアム島の大部分を見渡せる抜群の眺望が得られる住宅が多く、島の中では裕福な部類の近隣住区と見なされている。
第二次世界大戦中の1944年8月2日から8月4日にかけて、グアムの戦いの最中、今日のバリガダ・ハイツに陣取っていた日本兵たち対してアメリカ海兵隊が攻勢をかけた。やがて日本側の戦線は崩れ、米軍は日本軍を北方へと追いたて、戦闘に勝利した。
近年、バリガダを通る3本の主要道路は、いずれもアメリカ軍を讃える名に改称された。8号線は「パープルハート・メモリアル・ハイウェイ (Purple Heart Memorial Highway)」、10号線は「ベトナム・ベテランズ・ハイウェイ (Vietnam Veterans Highway)」、16号線は「アーミー・ドライブ (Army Drive)」とそれぞれ改称された。

## ティージャン（旧・アガナ海軍航空基地）
8号線と16号線の北には、以前はアガナ海軍航空基地の跡地があり、その大部分はバリガダの領域に入っている。アガナ海軍航空基地は1990年代半ばに閉鎖され、敷地や建物はグアム政府に移譲され、元の基地の建物の多くは行政機関の事務所として活用された（一部の行政機関は、その後、基地から別の場所に移転した）。海軍航空基地に付属していた住居施設は大部分が取り壊され、空港関係の商業施設のために場所を空けた。元々のチャモロ語の地名ティージャン(Tiyan, 英語発音: [ˈtiːdʒən])が復元されて、この一帯を指す名称として一般的に用いられるようになった。
アガナ海軍航空基地の閉鎖によって、滑走路の北側に、新たにセントラル・アヴェニュー(Central Avenue)とサンセット・ブルバード(Sunset Boulevard)が、一般車が通れる道として開通した。道路番号はついていないものの一定の交通量がある近道が、バリガダからタムニン(Tamuning)や、グアムの経済的中心地であるタモン(Tumon)へと通じている。

## 社会資本と行政

### グアム政府

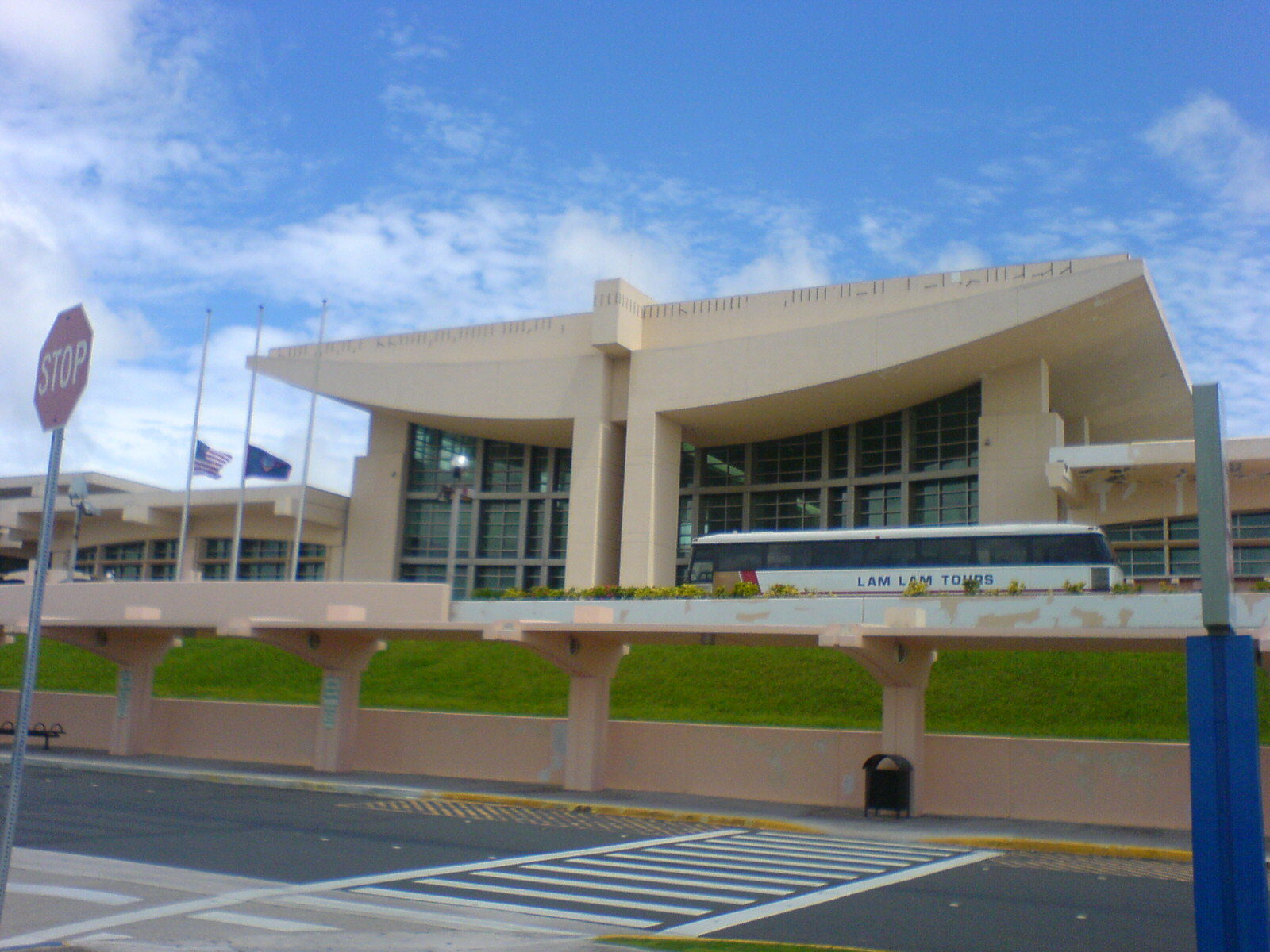
グアム国際空港にある、グアム国際空港局の事務所が入っているメインの旅客ターミナル

グアム国際空港を運営しているグアム国際空港局は、バリガダの空港施設内にあるメインの旅客ターミナル内に置かれている。
グアム環境保護局(Guam Environmental Protection Agency)は、本庁と作業施設がティージャンにある。
グアム警察署(Guam Police Department)も、ティージャンに本部庁舎を構えている。

### アメリカ合衆国政府
アメリカ合衆国郵便公社は、バリガダ郵便局を運営しているが、これはグアム島の中央郵便局であり、「グアム・メイン・ファシリティ (GMF)」と称されている。
連邦航空局は、ティージャンの 1775 Admiral Sherman Boulevard に所在する、グアム航空路管制センターを運営している。
グアム航空路管制センターは、TRACONと航空交通管制をグアム島からのレーダーが届く範囲に提供している。
アメリカ国立気象局は、天気予報事務所を、ティージャンの 3232 Hueneme Road で運営している。この事務所では、グアム島に加え、北マリアナ諸島、米領ミクロネシア（ウェーク島など）の天気予報を行っている。

## 経済
フリーダムエアーは、本社をティージャンの Building 17-80 Adm. Sherman Blvd に置いている。

## 教育

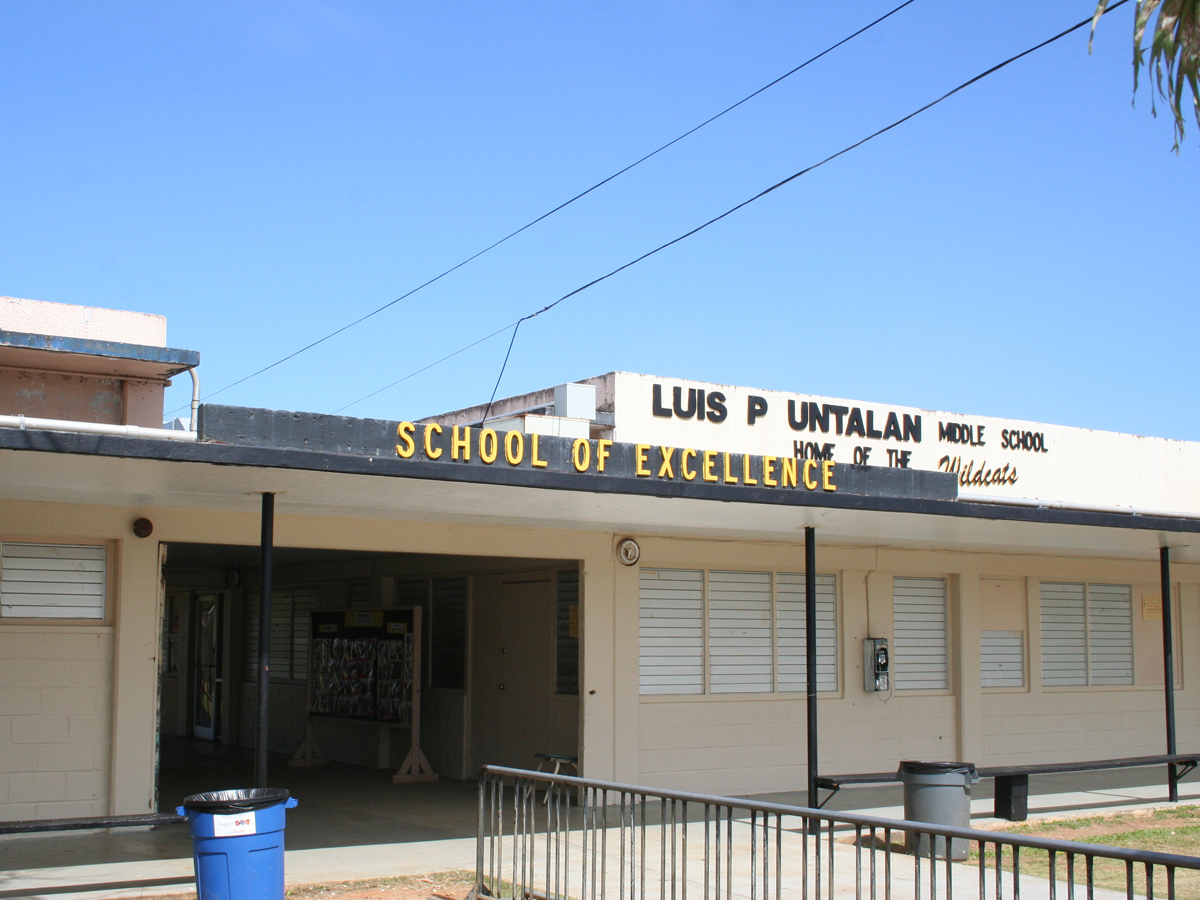
Luis P. Untalan Middle School

### 学校

#### 公立学校
グアム島では、グアム公立学校システム(Guam Public School System)が全域で取り入れられている。
バリガダには、幼稚園児から小学5年生までが同じ学校に通うK-5小学校(K-5 elementary schools)が2校あり（B.P. Carbullido Elementary School, Pedro C. Lujan Elementary School）、中学校はLuis P. Untalan Middle School があるが、高校はない。バリガダは、マンギラオ(Mangilao)にある George Washington High School の校区に入っている。

#### 私立学校
- バリガダには、公立学校とは別に、幼稚園から中学までに相当する K-12 の私立学校 Harvest Christian Academy がある。

### 公共図書館
グアム公立図書館システム(Guam Public Library System) は、177 San Rogue Drive において、バラガダ図書館を運営している。

## ギャラリー

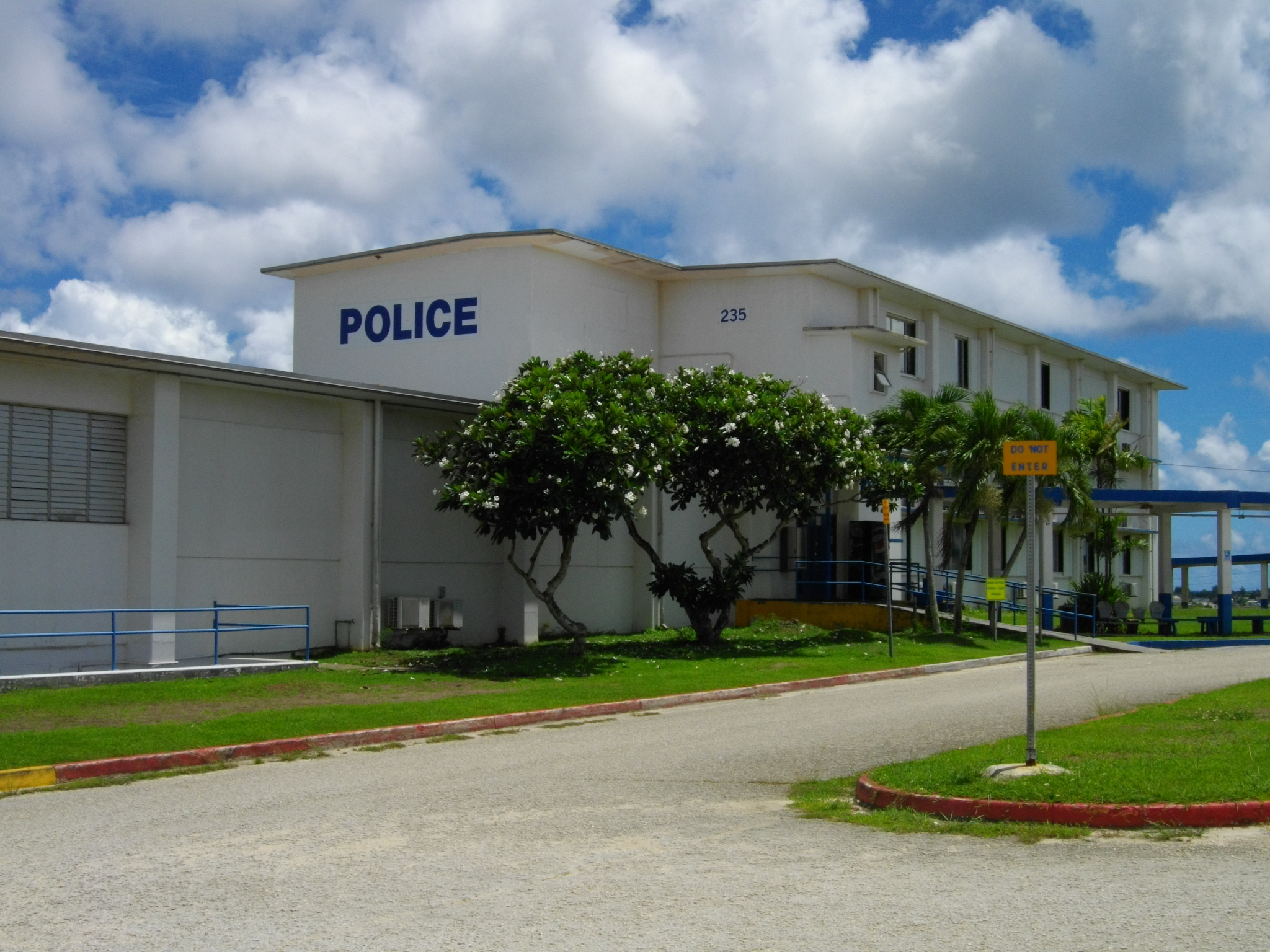
グアム警察署